# عبدالحسین صنیع همایون
عبدالحسین صنیع همایون (زاده ۱۲۳۸ اصفهان، درگذشته ۱۳۰۰ اصفهان) از برجسته‌ترین نقاشان و تذهیب کاران دوره قاجار است. وی نوه آقا نجف اصفهانی ازمعروفترین قلمدان نگار دوران قاجار می‌باشد . آثار ارزشمندی از وی به جای مانده که برخی از آن‌ها در موزه‌های مختلف داخلی وخارجی و کلکسیون‌های هنری نگهداری می‌شوند.

## زندگی
عبدالحسین صنیع همایون فرزند محمد کاظم و نوه آقا نجف اصفهانی قلمدان نگار معروف دوره قاجار است. وی ابتدا از پدربزرگش(آقانجف اصفهانی) که از نقاشان برجسته بود اصول ابتدایی نقاشی را آموخت، سپس نزد پدر(کاظم ابن آقا نجف) و عموهای خود که همگی از برجستگان هنر بودند آموخته‌هایش را تکمیل نمود.
وی نقاشی پرکار و صاحب سبک بود که در چهره پردازی، پرنده‌سازی، گل و مرغ، طبیعت نگاری نازک قلم بود. باوجود تأثیرهایی که از شیوه «عباس شیرازی» و «محمد ابراهیم اصفهانی» گرفته بود، سبک ویژه ای را دنبال می نمود که سبکی بین ایرانی سازی و فرنگی سازی محسوب می‌شود. آثار وی بیشتر قلمدان و قاب آیینه و جلد کتاب بوده‌است. بر روی قلمدانها چهره پردازی زنان را به زیبایی انجام می داد که طرحهای شاداب تصویر می کرد.
همچنین در آثار وی مردم نگاری نیز وجود دارد که تعداد کمتری را شامل می‌شود. وی به جهت فعالیت هنری اش در زمان مظفرالدین شاه لقب «صنیع همایون» را دریافت کرد.

## آثار
برخی از آثار وی چنین می‌باشند:
- قلمدان زن لمیده و خدمه اش به امضای «عبدالحسین صنیع همایون» ساخته شده در سال ۱۲۹۸
- تصویری که «جلادها زبان مردی را از کام بیرون میکشند» ساخته سال ۱۲۸۱.
- قلمدان دختر نیمه عریان به امضای «عبدالحسین صنیع همایون» ساخته شده در سال ۱۲۸۵
- تصویر رنگ و روغنی مجلس پذیرایی شاه طهماسب از همایون‌شاه با امضای «عمل کم‌ترین صنیع همایون»
- پرده ای از حضرت محمد (ص) و حضرت علی (ع)[۴]
- جعبه شکلات خوری که در موزه هنرهای معاصر اصفهان نگهداری می‌شود.
- برخی از آثار وی در حراجی سادبیز سال ۱۹۷۶ بفروش رفته‌اند.

## درگذشت و آرامگاه
عبدالحسین صنیع همایون، 12 شهریور 1301 خورشیدی (1341 قمری / 1922 میلادی) درگذشت و در گورستان تخت فولاد (تکیه شهشهانی) به خاک سپرده شد.